# Taperakan
Taperakan (en arménien Տափերական ; anciennement Kirov) est une communauté rurale du marz d'Ararat en Arménie. En 2008, elle compte 3 909 habitants.